# A Román Akadémia könyvtára
A Román Akadémia könyvtárát (Biblioteca Academiei Române) 1867-ben Bukarestben alapították. Egyike Románia nemzeti könyvtárainak és amint neve is utal rá, a Román Akadémia alárendeltségében működik.

## Székhelye
A Román Akadémia könyvtárának központi székhelye Bukarest 1. kerületében, a Calea Victoriei 125 szám alatt van. Az épület több részből áll: egy 1929-ben épült részből, egy 1937‑1938 között épült, kubista műemlék részből és egy 1964 épült részéből. Ezekhez adódik még egy 15 970  m² területű, konferencia- és modern kiállítótermet is magábafoglaló új épület is.

## Feladatai
Nemzeti, enciklopédikus könyvtárként már alapításakor feladatai közé tartozott a román, valamint az egyetemes történelmet és kultúrát megjelenítő nemzeti kéziratok és nyomtatványok gyűjtése és megőrzése.
Feladata továbbá a román könyvek és periodikák retrospektív bibliográfiájának, valamint egyéb speciális bibliográfiák – pl. Mihai Eminescu-bibliográfia (Bibliografia Mihai Eminescu) – publikálása, a román kultúra és tudomány kutatásának és dokumentálásának céljára.

## Alapítása, története
A Román Akadémia könyvtárát, egy évvel a Román Akadémikus Társaság (Societatea Academică Română) megalapítása után, 1867. augusztus 6-án hozták létre.

## A gyűjtemény
Nemzeti könyvtárként a Román Akadémia könyvtárának gyűjteménye enciklopédikus jellegű, magába foglalva a legrégebbi román nyelvű és az ország területén hivatalokban vagy vallási intézményekben használt más nyelvű szövegeket, valamint a legújabb kiadványokat, típusuktól és hordozójuktől függetlenül. Ekként a gyűjtemény jelenleg (2017) 14 000 000 bibliográfiai egységet, könyveket, periodikákat, kéziratokat, történelmi dokumentumokat, levelezéseket, mikrofilmeket, numizmatikai tételeket, kartográfiai, zenei, audiovizuális, elektronikus, fényképészeti, levéltári és egyéb dokumentumokat tartalmaz.
Gyarapítása a köteles példányok rendszere, közbeszerzés, adományok, nemzetközi cserék, szponzorálás, sokszorosítás, digitalizálás útján történik.
A Román Akadémia könyvtárának különgyűjteményei közül a kéziratgyűjtemény az ország leggazdagabb ilyen típusú gyűjteménye, de ezek közt található az ENSZ kiadványainak romániai gyűjteménye is.

## Fiókintézményei
A Román Akadémia könyvtárának fiókintézményei működnek Kolozsváron, Jászvásárban valamint Temesváron.